# Chẩu Văn Lâm
Chẩu Văn Lâm (sinh ngày 16 tháng 4 năm 1967) là một chính trị gia người Việt Nam, dân tộc Tày. Ông nguyên là Ủy viên Trung ương Đảng, Bí thư Tỉnh ủy Tuyên Quang. 
Ông từng là đại biểu Quốc hội Việt Nam khóa XIV nhiệm kì 2016-2021, thuộc đoàn đại biểu quốc hội tỉnh Tuyên Quang, Ủy viên Ủy ban Tài chính - Ngân sách của Quốc hội, Trưởng Đoàn đại biểu Quốc hội tỉnh Tuyên Quang, Chủ tịch Hội đồng nhân dân tỉnh Tuyên Quang,
Ông lần đầu trúng cử đại biểu Quốc hội năm 2016 ở đơn vị bầu cử số 1, tỉnh Tuyên Quang gồm các huyện Na Hang, Lâm Bình và Chiêm Hóa. Chủ tịch Ủy ban nhân dân tỉnh Tuyên Quang (2011-2016).

## Xuất thân
Chẩu Văn Lâm sinh ngày 16 tháng 4 năm 1967 quê quán ở xã Khuôn Hà, huyện Lâm Bình, tỉnh Tuyên Quang. 
Ông hiện cư trú ở Tổ 02, phường Hưng Thành, thành phố Tuyên Quang, tỉnh Tuyên Quang.

## Giáo dục
- Giáo dục phổ thông: 10/10
- Đại học Nông nghiệp, chuyên ngành Chăn nuôi thú y
- Thạc sĩ Quản trị kinh doanh
- Cao cấp lí luận chính trị
- Ngoại ngữ: Tiếng Anh trình độ B[4]

## Sự nghiệp
Ông gia nhập Đảng Cộng sản Việt Nam vào ngày 23/1/1995, ngày chính thức: 23/01/1996; số thẻ đảng viên: 21.000064.
Từ tháng 12/1992 đến tháng 2/1996: Cán bộ Huyện đoàn; Ủy viên Ban Chấp hành, Ủy viên Ban Thường vụ, Phó Bí thư Huyện đoàn Na Hang, tỉnh Tuyên Quang.
Từ tháng 3/1996 đến tháng 10/1998: Phó Chủ tịch; quyền Chủ tịch Ủy ban nhân dân huyện Na Hang, tỉnh Tuyên Quang.
Từ tháng 11/1998 đến tháng 5/2000: Ủy viên Ban Chấp hành Đảng bộ huyện, Ủy viên Ban Thường vụ Huyện ủy, quyền Chủ tịch, Chủ tịch Ủy ban nhân dân huyện Na Hang, tỉnh Tuyên Quang.
Từ tháng 5/2000 đến tháng 7/2001: Phó Bí thư Huyện ủy, Chủ tịch Ủy ban nhân dân huyện Na Hang; đại biểu Hội đồng nhân dân tỉnh Tuyên Quang; Ủy viên Ban Chấp hành Đảng bộ tỉnh Tuyên Quang.
Từ tháng 8/2001 đến tháng 1/2004: Ủy viên Ban Chấp hành Đảng bộ tỉnh, Bí thư Huyện ủy, Chủ tịch Hội đồng nhân dân huyện Na Hang; Ủy viên Ban Thường vụ Tỉnh ủy Tuyên Quang.
Từ tháng 2/2004 đến tháng 2/2005: Ủy viên Ban Thường vụ Tỉnh ủy, Giám đốc Sở Kế hoạch và Đầu tư; Ủy viên Ban cán sự Đảng, Phó Chủ tịch Ủy ban nhân dân tỉnh; Trưởng ban Quản lý điều dưỡng suối khoáng Mỹ Lâm, Trưởng ban Quản lý Cụm công nghiệp Long Bình An, tỉnh Tuyên Quang.
Từ tháng 3/2005 đến tháng 9/2011: Ủy viên Ban Thường vụ Tỉnh ủy, Ủy viên Ban Cán sự Đảng, Phó Chủ tịch Ủy ban nhân dân tỉnh; Bí thư Ban Cán sự Đảng, Phó Chủ tịch Thường trực Ủy ban nhân dân tỉnh Tuyên Quang.
Từ tháng 10/2011 đến tháng 2/2015: Phó Bí thư Tỉnh ủy, Bí thư Ban cán sự đảng, Chủ tịch Ủy ban nhân dân tỉnh Tuyên Quang (2011-2016).
Từ tháng 3/2015 đến tháng 4/2015: Bí thư Tỉnh ủy, Bí thư Ban Cán sự Đảng, Chủ tịch Ủy ban nhân dân tỉnh Tuyên Quang (2011-2016).
Từ tháng 5/2015 đến tháng 12/2015: Bí thư Tỉnh ủy, Bí thư Đảng đoàn, Chủ tịch Hội đồng nhân dân tỉnh, Bí thư Đảng ủy Quân sự tỉnh Tuyên Quang.
Từ tháng 1/2016 đến nay: Ủy viên Ban Chấp hành Trung ương Đảng, Bí thư Tỉnh ủy, Bí thư Đảng đoàn, Chủ tịch Hội đồng nhân dân tỉnh, Bí thư Đảng ủy Quân sự tỉnh Tuyên Quang.
Ngày 14 tháng 5 năm 2015, Hội đồng nhân dân tỉnh Tuyên Quang khóa XVII nhiệm kỳ 2011-2016 tổ chức kỳ họp bất thường, ông Chẩu Văn Lâm được bầu giữ chức vụ Chủ tịch Hội đồng nhân dân tỉnh. Cũng tại kỳ họp, HĐND tỉnh Tuyên Quang đã thông qua Nghị quyết cho thôi đại biểu Hội đồng Nhân dân và miễn nhiệm chức vụ Chủ tịch Hội đồng Nhân dân đối với ông Nguyễn Sáng Vang, do chuyển công tác về làm Phó Chủ nhiệm Ủy ban Kiểm tra Trung ương Khóa XI; miễn nhiệm chức vụ Chủ tịch Ủy ban nhân dân tỉnh Tuyên Quang khóa XVII, nhiệm kỳ 2011-2016 đối với ông Chẩu Văn Lâm.
Ông từng là đại biểu hội đồng nhân dân tỉnh Tuyên Quang, nhiệm kỳ 1999-2004; nhiệm kỳ 2004-2011; nhiệm kỳ 2011-2016.
Khi lần đầu ứng cử đại biểu Quốc hội Việt Nam khóa XIV vào tháng 5 năm 2016 ông đang là Ủy viên Ban Chấp hành Trung ương Đảng Cộng sản Việt Nam khóa XII, Bí thư Tỉnh ủy Tuyên Quang, Bí thư Đảng đoàn, Bí thư Đảng ủy Quân sự tỉnh Tuyên Quang, Chủ tịch Hội đồng nhân dân tỉnh Tuyên Quang, làm việc ở Tỉnh ủy Tuyên Quang.
Ông đã trúng cử đại biểu quốc hội năm 2016 ở đơn vị bầu cử số 1, tỉnh Tuyên Quang gồm các huyện Na Hang, Lâm Bình và Chiêm Hóa, được 123.936 phiếu, đạt tỷ lệ 82,42% số phiếu hợp lệ.
Ngày 3/8/2024, căn cứ quy định hiện hành của Đảng, Nhà nước và xem xét nguyện vọng của cá nhân, Ban Chấp hành Trung ương Đảng đồng ý để ông Chẩu Văn Lâm thôi giữ chức Ủy viên Trung ương Đảng khóa 13.

## Tặng thưởng
- Huân chương Lao động hạng Ba năm 2006;[4].
- Huân chương Lao động hạng Nhì năm 2014;[4].
- Chiến sĩ Thi đua toàn quốc năm 2015[4].
- Nhiều Bằng khen của Chính phủ và bộ ngành Trung ương[4].